# Rheumaptera paucilineata
Rheumaptera paucilineata là một loài bướm đêm trong họ Geometridae.